# Ceryx constricta
Ceryx constricta là một loài bướm đêm thuộc phân họ Arctiinae, họ Erebidae.